# Pía Biestro
María Pía Biestro Nande es una contadora y política uruguaya.
Es contadora pública graduada de la Universidad Católica del Uruguay Dámaso Antonio Larranaga. Trabaja como contadora independiente y en Da Silva & Asociados. Actualmente es diputada suplente, perteneciente al Partido Nacional en el Espacio 40.